# Радукану, Эмма
Э́мма Радука́ну (англ. Emma Raducanu; родилась 13 ноября 2002, Торонто, Канада) — британская теннисистка; победительница одного турнира Большого шлема в одиночном разряде (Открытый чемпионат США 2021); победительница одного турнира WTA в одиночном разряде. Первая и пока единственная в истории и мужского и женского тенниса, кто смог выйти в финал и выиграть турнир Большого шлема в одиночном разряде, начав его с квалификации.

## Биография
Родилась 13 ноября 2002 года в Торонто, выросла в Бромли, Англия. Её отец Ион Радукану родом из Бухареста, Румыния, а мать Рене Чжай (Дунмэй) из Шэньяна, Китай. Оба родителя работают в сфере финансов.
Семья переехала в Англию, когда Эмме было два года, имеет как британское, так и канадское гражданство. Свободно говорит по-китайски и по-румынски. Радукану начала играть в теннис в возрасте пяти лет в теннисной академии Бромли, а также участвовала в различных других видах спорта и мероприятиях в детстве, таких как баскетбол, гольф, картинг, мотокросс, катание на лыжах, верховая езда и балет.
Несколько раз в году приезжает в Бухарест (Румыния), где навещает свою бабушку по отцовской линии. Любит румынскую кухню. Примерами для подражания в теннисе считает Ли На и Симону Халеп. Также Радукану является поклонником Формулы-1.
По версии американской спортивной медиакомпании Sportico за 2023 год заработала 16 миллионов долларов, несмотря на то, что закончила тур в апреле из-за травмы запястья.

## Спортивная карьера

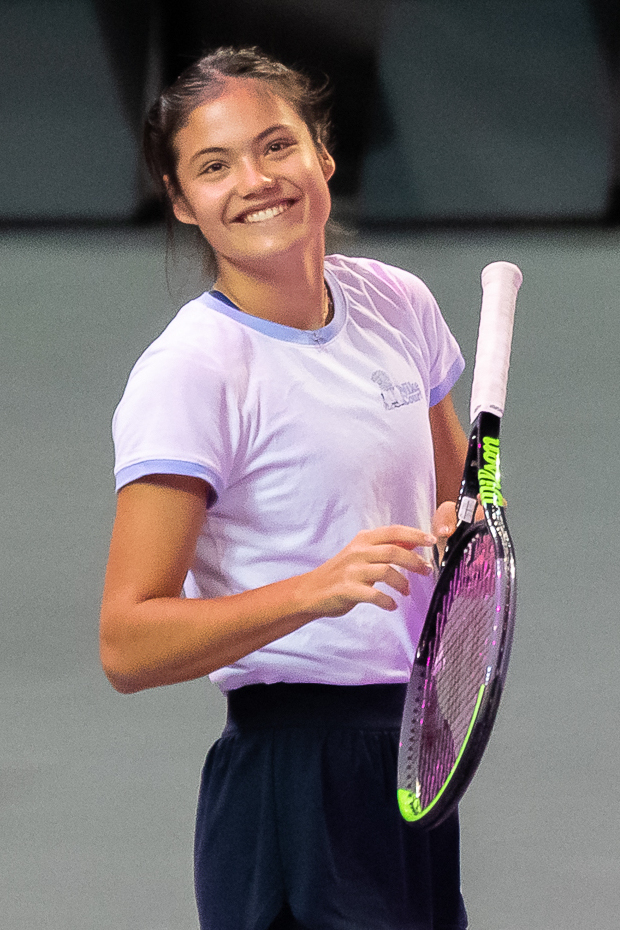
2021 год

Дебютировала в профессиональном теннисе в 2018 году, три года спустя впервые сыграла в турнире серии WTA, а уже в 2021 году дебютировала на открытом чемпионате Ноттингема по теннису.
В июне 2021 года дебютировала на Уимблдонском турнире. Обыграла Виталию Дьяченко и Маркету Вондроушову. Стала самой молодой британской теннисисткой, вышедшей в третий раунд Уимблдонского турнира после Елены Балтачи. После победы над Сораной Кырстя в третьем раунде стала самой молодой британской теннисисткой в истории, вышедшей в четвёртый раунд (на тот момент ей было 18 лет и 239 дней). В матче четвёртого раунда Уимблдонского турнира против Айлы Томлянович снялась с игры во втором сете из-за «проблем с дыханием».
В начале августа 2021 года сыграла на турнире Silicon Valley Classic, проиграв Чжан Шуай в первом раунде. В том же месяце сыграла на турнире WTA 125K series в Чикаго, уступив в финале Кларе Таусон (1:6, 6:2, 4:6). После этого она поднялась на 150-е место в рейтинге WTA.
Пройдя через стадию квалификации Открытого чемпионата США 2021 года, Радукану обыграла Штефани Фёгеле, Чжан Шуай, Сару Соррибес Тормо и Шелби Роджерс, выйдя в четвертьфинал турнира. В четвертьфинале Эмма обыграла Белинду Бенчич в двух сетах и вышла в полуфинал турнира. Она стала первой теннисисткой в истории, вышедшей в полуфинал Открытого чемпионата США из числа прошедших квалификацию турнира. После победы над Марией Саккари вышла в финал, не проиграв ни одного сета по ходу турнира. Радукану стала первой британкой, вышедшей в финал крупного теннисного турнира за последние 44 года (последней, кому это удавалось, была Вирджиния Уэйд на Уимблдоне в 1977 году). В финале Эмма в двух сетах обыграла Лейлу Фернандес (6:4, 6:3).
По итогам 2021 года получила награду «Новичок года» по версии WTA. Также была признана «спортсменом года» по версии BBC.

## Итоговое место в рейтинге WTA по годам
| Год  | Одиночный рейтинг | Парный рейтинг |
| 2024 | 58                |                |
| 2023 | 285               |                |
| 2022 | 75                |                |
| 2021 | 19                |                |
| 2020 | 343               |                |
| 2019 | 503               |                |
| 2018 | 692               |                |

## Выступления на турнирах

### Финалы турниров Большого шлема в одиночном разряде (1)

#### Победы (1)
| Итог   | Год  | Турнир                 | Покрытие | Соперник        | Счёт     |
| ------ | ---- | ---------------------- | -------- | --------------- | -------- |
| Победа | 2021 | Открытый чемпионат США | Хард     | Лейла Фернандес | 6:4, 6:3 |

### Финалы WTA 125K series
| Итог      | В–П | Дата        | Турнир              | Покрытие | Соперник     | Счёт          |
| --------- | --- | ----------- | ------------------- | -------- | ------------ | ------------- |
| Поражение | 0-1 | Август 2021 | WTA 125 Чикаго, США | Хард     | Клара Таусон | 1:6, 6:2, 4:6 |

| Легенда:                    |
| --------------------------- |
| Турниры Большого шлема (1*) |
| Олимпиада (0)               |
| Итоговый чемпионат года (0) |
| WTA 1000 Mandatory (0)      |
| WTA 1000 (0)                |
| WTA 500 (0)                 |
| WTA 250 (0)                 |

| Титулы по покрытиям | Титулы по месту проведения матчей турнира |
| ------------------- | ----------------------------------------- |
| Хард (1*)           | Зал (0)                                   |
| Грунт (0)           | Зал (0)                                   |
| Трава (0)           | Открытый воздух (1)                       |
| Ковёр (0)           | Открытый воздух (1)                       |

* количество побед в одиночном разряде.
| № | Дата             | Турнир                 | Покрытие | Соперница в финале | Счёт     |
| 1 | 11 сентября 2021 | Открытый чемпионат США | Хард     | Лейла Фернандес    | 6:4, 6:3 |

### Финалы турнировWTA 125иITFв одиночном разряде (6)

#### Победы (3)
| Легенда:        |
| --------------- |
| WTA 125 (0*)    |
| 100 000 USD (0) |
| 80 000 USD (0)  |
| 60 000 USD (0)  |
| 25 000 USD (1)  |
| 15 000 USD (2)  |

| Титулы по покрытиям | Титулы по месту проведения матчей турнира |
| ------------------- | ----------------------------------------- |
| Хард (3*)           | Зал (0*)                                  |
| Грунт (0)           | Зал (0*)                                  |
| Трава (0)           | Открытый воздух (3)                       |
| Ковёр (0)           | Открытый воздух (3)                       |

* количество побед в одиночном разряде.
| № | Дата            | Турнир          | Покрытие | Соперница в финале | Счёт          |
| 1 | 20 мая 2018     | Тверия, Израиль | Хард     | Элен Шольсен       | 7:5, 6:4      |
| 2 | 21 октября 2018 | Анталья, Турция | Хард     | Йохана Маркова     | 6:4, 6:2      |
| 3 | 15 декабря 2019 | Пуна, Индия     | Хард     | Найкта Бейнс       | 3:6, 6:1, 6:4 |

#### Поражения (3)
| № | Дата            | Турнир                     | Покрытие | Соперница в финале | Счёт          |
| 1 | 31 марта 2019   | Тель-Авив, Израиль         | Хард     | Коринна Дентони    | 4:6, 3:6      |
| 2 | 1 марта 2020    | Сандерленд, Великобритания | Хард(i)  | Виктория Томова    | 6:4, 4:6, 3:6 |
| 3 | 22 августа 2021 | Чикаго, США                | Хард     | Клара Таусон       | 1:6, 6:2, 4:6 |